# Antoni Hlavaty
Antoni Hlavaty (ur. 27 kwietnia 1920 w Kołomyi, zm. 21 listopada 2020) – polski lekarz, prof. zw. dr hab., specjalista ortopedii i chirurgii urazowej.

## Życiorys
Urodził się w mieście Kołomyja na terytorium II Rzeczypospolitej, w ówczesnym województwie stanisławowskim, gdzie ojciec Karol Józef Hlavaty (1884–1955) był naczelnikiem Sądu Grodzkiego. Młodszy brat Lesław (1924–2011) został lekarzem weterynarii. Ukończył Gimnazjum im. Króla Kazimierza Jagiellończyka, uzyskując w 1938 świadectwo maturalne. W lipcu 1938 ukończył kurs szybowcowy i złożył podanie o przyjęcie do Lotniczej Szkoły Orląt w Dęblinie. Nie został do niej przyjęty na skutek ingerencji rodziców, przeciwnych tym zamiarom.
W sierpniu 1939 w obliczu wybuchu wojny, otrzymał Hlavaty, jako podchorąży, przydział do jednostki artylerii przeciwpancernej 11 Karpackiej Dywizji Piechoty i 1 września wyruszył na front. W dniu 17 września koło Kowla został aresztowany przez Rosjan wraz z grupą polskich oficerów, został wkrótce potem zwolniony do domu dzięki biegłej znajomości rosyjskiego i ukraińskiego. Miał wielkie szczęście, jego towarzysze-oficerowie trafili do Katynia, gdzie zostali zamordowani. W cywilnym ubraniu, idąc bocznymi drogami, dotarł do Lwowa i wkrótce znalazł się ponownie w Kołomyi. Rodzina Hlavatych uniknęła represji głównie dlatego, że mec. Karol Hlavaty, znając język polski, rosyjski, ukraiński i niemiecki był pilnie potrzebny bolszewikom (NKWD) do tłumaczenia dokumentów. Antoni próbował dostać się na studia medyczne we Lwowie, jednak nie udawało się to ze względu na sędziowską przeszłość ojca. Aby mieć kontakt z medycyną, podjął pracę w szpitalu w charakterze salowego. Latem 1941 do Lwowa i Kołomyi wkroczyli Niemcy. Dopiero w 1943 jako jeden z niewielu Polaków wśród Ukraińców, został studentem medycyny we Lwowie. Wykłady i ćwiczenia prowadzone były w języku niemieckim. W 1944 po wycofaniu się Niemców Lwów zajęła ponownie Armia Czerwona. Rosjanie szukali tłumaczy wśród studentów Uniwersytetu Lwowskiego. Wybranych 20 kandydatów i wcielono do Armii Czerwonej i skierowano na front do walki z Niemcami.
W grudniu 1944 Hlavaty został zwolniony z wojska i udał się do Lublina. Spotkany prof. Ludwik Hirszfeld, ówczesny prorektor, napisał mu na kawałku papieru z paczki UNRRA rekomendację dla Uniwersytetu Marii Curie-Skłodowskiej. Hlavaty został studentem medycyny w Katedrze Medycyny Wojskowej z zaliczeniem mu roku studiów we Lwowie. W Lublinie zaliczył drugi i trzeci rok studiów; ukończył je w maju 1949 na Uniwersytecie Poznańskim.
Pracę rozpoczął 1 lipca 1949 w Klinice Ortopedycznej Akademii Medycznej w Gdańsku, a w latach 1967–1990 był kierownikiem tej kliniki. Głównymi kierunkami badawczymi profesora były: chirurgia rekonstrukcyjna ręki, choroby stawu biodrowego oraz patologia kręgosłupa. Był członkiem założycielem Sekcji Chirurgii Ręki Polskiego Towarzystwa Ortopedycznego i Traumatologicznego. W 1989 roku włączył się aktywnie w działania zmierzające do reaktywacji Izb Lekarskich w Polsce. Został Rzecznikiem Odpowiedzialności Zawodowej pierwszej (1989–1993) i drugiej (1993–97) kadencji Okręgowej Izby Lekarskiej w Gdańsku. Był współzałożycielem i długoletnim prezesem Klubu Wysokogórskiego Trójmiasto. Odznaczony został Krzyżem Kawalerskim Orderu Odrodzenia Polski, Medalem Komisji Edukacji Narodowej. W maju 2019 imieniem Antoniego Hlavatego nazwano salę w gdańskim szpitalu im. Mikołaja Kopernika, w której profesor przez wiele lat wykładał oraz odsłonięto poświęconą mu tablicę pamiątkową.
Pochowany na cmentarzu komunalnym w Sopocie (kwatera L4-2-13)

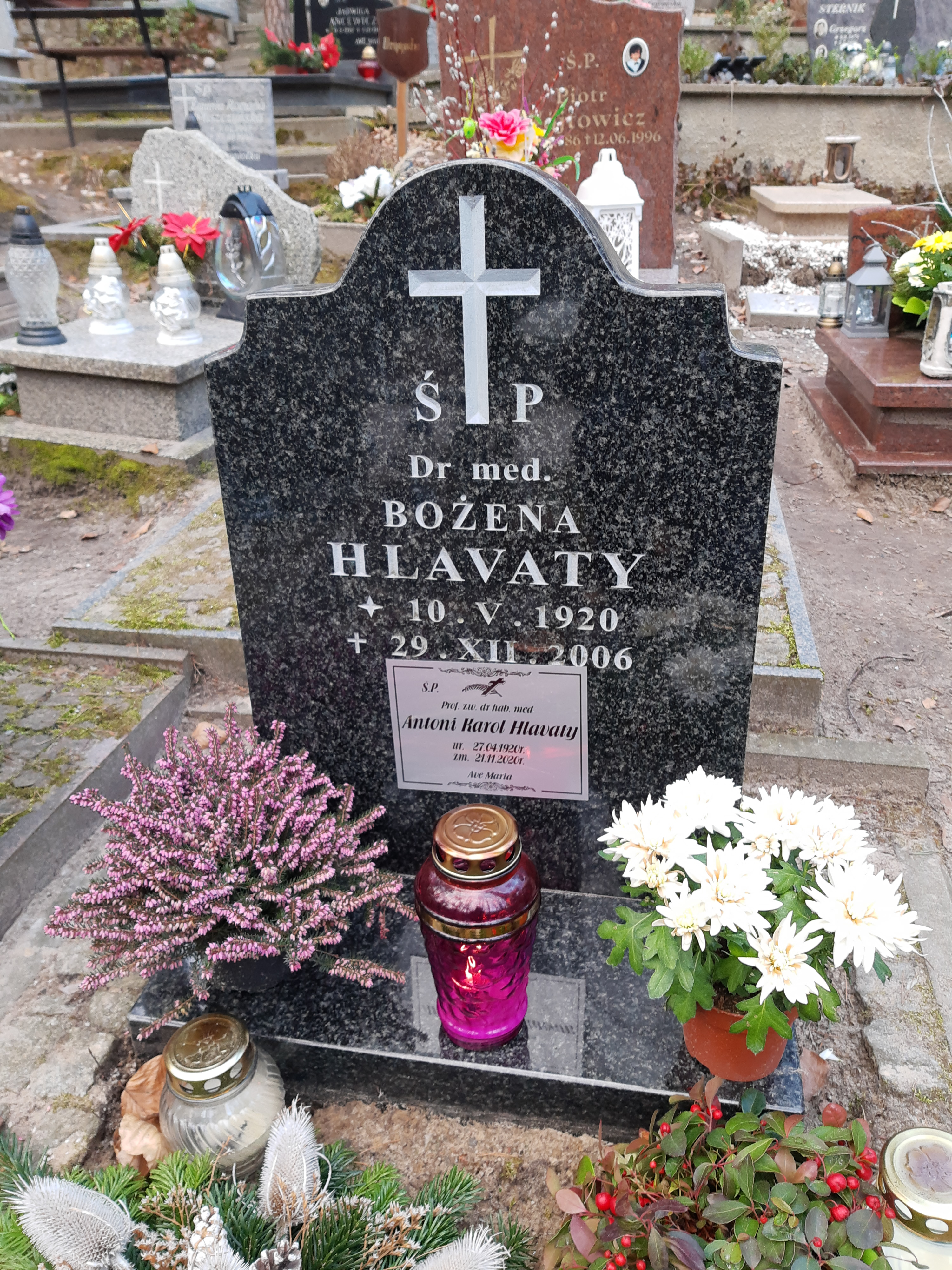
Grób prof. Antoniego Hlavatego na cmentarzu komunalnym w Sopocie

## Wykształcenie
- absolwent Uniwersytetu Poznańskiego – Wydział Lekarski – 1949[4]
- specjalizacja II° z chirurgii dziecięcej – 1953
- specjalizacja II° z ortopedii i chirurgii urazowej – 1955
- doktorat (na podstawie pracy pt. „Operacyjne leczenie stopy porażennej”) – 1960[4]
- habilitacja („Doświadczalne i kliniczne badania nad możliwością zapobiegania zrostom po szwie ścięgien”) – 1964[4]
- profesor nadzwyczajny – 1974
- profesor zwyczajny – 1984

## Praca
Emerytowany (od 1990) pracownik Katedry i Kliniki Ortopedii i Traumatologii Narządu Ruchu Akademii Medycznej w Gdańsku.